# Microtron
Un microtron est un type d'accélérateur de particules apparenté au cyclotron. Il combine les caractéristiques d'un cyclotron et d'un accélérateur linéaire. Le microtron a été inventé en 1944 par le physicien russe Vladimir Vexler,. De par son fonctionnement, l'appareil est adapté pour l'accélération des particules élémentaires très légères portant une charge électrique, à savoir les électrons. Le microtron est l'un des premiers accélérateurs de particules conçu pour prendre en compte l'effet relativiste prévu par Einstein de l'augmentation de la masse de tout objet se déplaçant à une vitesse approchant celle de la lumière. 

## Fonctionnement et types de microtron
Deux types de microtron furent développés : ceux de type circulaire et ceux de type circuit ("racetrack").

### Microtron de type circulaire

Schéma d'un microtron de type circulaire

Dans un microtron de type circulaire, les électrons décrivent des orbites circulaires de rayon croissant dans un champ magnétique uniforme. Les particules gagnent de l'énergie à partir d'une cavité résonante à micro-ondes. Pour maintenir les particules en phase avec la puissance des micro-ondes, la tension de la cavité, la fréquence et le champ magnétique sont ajustés de telle sorte qu'après chaque passage à travers la cavité, les électrons gagnent une quantité d'énergie entraînant une augmentation du temps de transit dans la champ magnétique égal à un nombre entier de cycles hyperfréquences.
Dans un microtron de type circulaire, les électrons sont d'abord accélérés dans une cavité accélératrice, entraînée par une tension alternative. Après avoir quitté la cavité accélératrice, les électrons se déplacent sous l'influence d'un champ magnétique,  suivant un chemin circulaire où ils sont accélérés à nouveau. Avec chaque passage à travers la cavité accélératrice, les électrons gagnent de plus en plus d'énergie et donc, selon la fameuse équation d'Einstein E = mc2, voient leur masse augmenter (du fait de l'équivalence masse-énergie). L'augmentation de masse des particules accélérées entraîne une augmentation du rayon de l'orbite qu'elles décrivent dans l'appareil.

### Microtron de type circuit

Schéma d'un microtron de type circuit montrant la trajectoire des particules

Dans un microtron de type circuit, deux aimants en forme de D sont situés à chaque extrémité de l'appareil pour fournir une plus grande souplesse et atteindre ainsi une plus grande efficacité lors de la phase d'injection des électrons et un gain d'énergie plus élevé par orbite grâce à l'utilisation de structures accélératrices au moyen de cavités multiples semblables à celles utilisées dans les accélérateurs linéaires. Le trajet décrit par les particules sont ainsi constituées de deux tronçons semi-circulaires et deux tronçons rectilignes.